# هيلمار زامبرانو
هيلمار زامبرانو هو لاعب كرة قدم إكوادوري، ولد في 23 أبريل 1970 في الإكوادور. شارك مع منتخب الإكوادور لكرة القدم. أما مع النوادي، فقد لعب مع إل. دي. يو. كيتو وبرشلونة جواياكويل وسوسيداد ديبورتيفو كيتو.

## وصلات خارجية
- هيلمار زامبرانو على موقع الاتحاد الدولي (مؤرشف)  (الإنجليزية)
- هيلمار زامبرانو على موقع قاعدة بيانات كرة القدم.إي يو (الإنجليزية)
- هيلمار زامبرانو على موقع ناشيونال فوتبول تيمز (الإنجليزية)